# Trilepida koppesi
Trilepida koppesi là một loài rắn trong họ Leptotyphlopidae. Loài này được Amaral mô tả khoa học đầu tiên năm 1955.